# Killer List of Videogames
Killer List of Videogames (KLOV) es un sitio web dedicado a catalogar los videojuegos arcade del pasado y del presente. Es el departamento de videojuegos del International Arcade Museum, y ha sido referido como el similar al "Internet Movie Database o (IMDb)" para los jugadores.

## Descripción
La colección de KLOV contiene información para más de 4,650 máquinas desde 1971 al presente. Contiene fotografías de los gabinetes, paneles de control, anuncios, imágenes de pantalla y hasta gráficos 3D por computadora de algunas máquinas. Se tiene información técnica, descripción del juego, información de los gabinetes, listas de cheats, trucos y fallas; se discute sobre conversiones, jugabilidad, trivia e información para reparar o restaurar el legado de las máquinas arcade. Cerca de 1000 entradas contienen información técnica, diagramas y manuales disponibles para descargar.
Las fichas de KLOV están enfocadas principalmente para videojuegos arcade clásicos, que fueron lanzados durante la edad de oro de los juegos arcade; aunque también se tienen de videojuegos más recientes. Mientras más popular haya sido el videojuego, mayor cantidad de información se contiene.
Esta base de datos es una filial del sitio web del museo Internacional de Arcade, el cual agrega información adicional de 9,000 máquinas tragaperras, tales como pinball, expendedoras y de otros tipos.
El sitio muestra la "máquina del momento" y mantiene una lista de los 100 videojuegos más exitosos El sitio alberga foros de discusión donde coleccionistas y seguidores pueden hacer preguntas y obtener respuestas de los expertos, así como comprar y vender juegos arcade y partes de ellos. El sitio publica noticias relacionadas con los videojuegos.